# Раян Стек
Раян Стек (англ. Ryan Stack, нар. 24 липня 1975, Нашвілл, Теннессі, США) — американський професіональний баскетболіст, що грав на позиціях важкого форварда і центрового за низку команд НБА. Згодом — генеральний менеджер компанії Waste Industries.

## Ігрова кар'єра
На університетському рівні грав за команду Південна Кароліна (1994–1998). 
1998 року був обраний у другому раунді драфту НБА під загальним 48-м номером командою «Клівленд Кавальєрс». Професійну кар'єру розпочав 1999 року виступами за тих же «Клівленд Кавальєрс», захищав кольори команди з Клівленда протягом одного сезону.
З 2000 по 2001 рік грав у складі іспанської команди «Хіхон».
2001 року перейшов до ізраїльської команди «Маккабі» (Рамат-Ган), у складі якої провів наступний сезон своєї кар'єри.
Наступною командою в кар'єрі гравця була «Аріс» з Греції, за яку він відіграв 4 сезони.
З 2006 по 2007 рік грав у складі грецької команди «Олімпіакос».
Останньою ж командою в кар'єрі гравця стала «БК Київ» з України, до складу якої він приєднався 2007 року і за яку відіграв 2 сезони.